# 斯塔馬蒂斯·斯帕努達基斯
斯塔馬蒂斯·斯帕努達基斯（希臘語：Σταμάτης Σπανουδάκης；1948年12月11日—），希臘古典音樂作曲家。

## 早年
斯塔馬蒂斯·斯帕努達基斯的父親希望他成為一名土木工程師，甚至把他的吉他藏起來，但他的祖父送給他另一把作為禮物，在其父親在他15歲時去世後，無人管束的斯塔馬蒂斯·斯帕努達基斯以在夜總會當貝斯手為生。

## 作品
由其作曲和作詞的電影配樂《今天》是其職業生涯中具有里程碑意義的歌曲之一，於1991年電影上映後被收錄在1992年的專輯《觸碰》中。其代表作《你將如閃電般歸來》於1998年首次發行於紀念拜占庭帝國滅亡和君士坦丁十一世殉國的輓歌專輯《大理石王》中，1922年士麥那大火的百年紀念音樂會上，斯塔馬蒂斯·斯帕努達基斯演出此曲。2016年5月15日，斯塔馬蒂斯·斯帕努達基斯在第13屆塞薩洛尼基國際書展上展示了他的新書《不分享的生活就是偷來的生活》，這本書包含從1980年至今的採訪、歌詞和照片的節選。

## 家庭
1969年，斯塔馬蒂斯·斯帕努達基斯遇到了比他大幾歲的活躍於貿易領域的女孩弗蒂尼並開始了一段戀情，二人在1970年6月5日結婚並定居在位於基菲西亞的一處住宅，在1971年3月斯塔馬蒂斯·斯帕努達基斯決定移居巴黎，但弗蒂尼反對這個決定，兩人之間的氣氛越來越沉重。1972年，斯塔馬蒂斯·斯帕努達基斯開始與兒時的青梅竹馬多麗同居，並在與弗蒂尼離婚後與多麗結婚。

## 外部鏈接
- 斯塔馬蒂斯·斯帕努達基斯的個人網站 （页面存档备份，存于）
- 斯塔馬蒂斯·斯帕努達基斯的YouTube （页面存档备份，存于）